# Kalsing (Roding)
Kalsing ist ein Gemeindeteil und eine Gemarkung der Stadt Roding im oberpfälzischen Landkreis Cham in Bayern. Das Dorf liegt sechs Kilometer nördlich von Roding.

## Geschichte
Die ehemals selbständige Gemeinde Kalsing wurde am 1. Juli 1971 vollständig nach Roding eingemeindet. Die Gemeinde hatte 1961 eine Fläche von 1096,45 Hektar und die Gemeindeteile Kalsing, Eck, Eidenthal, Grub, Kaghöfl, Klessing, Marbelshof, Oberlintach, Oberprombach, Triftersberg, Unterlintach, Unterprombach, Wanning und Wieden. Bei der Volkszählung am 25. Mai 1987 wurden 93 Einwohner festgestellt.